# 準穩態
亚稳态在物理学和化学中指原子、原子核或其他动力系统所具有的比一般激发态持续时间更久的特殊激发态，而亚稳态通常又比基态持续时间短。不同亚稳态的原子核形成了核同质异能素。亚稳态原子通常在和其他原子发生碰撞后失去能量。亚稳态原子核常以伽马放射的形式失去能量，